# Acción de Einstein-Hilbert
La acción de Einstein–Hilbert (también conocida como acción de Hilbert) en relatividad general es la acción que proporcionan las ecuaciones del campo de Einstein a través del principio de mínima acción. Con la signatura (− + + +), la parte gravitacional de la acción está dada por
{\displaystyle S={1 \over 2\kappa }\int R{\sqrt {-g}}\,\mathrm {d} ^{4}x\;,}
donde {\displaystyle g=\det(g_{\mu \nu })} es el determinante de la matriz del tensor métrico, {\displaystyle R} es el escalar de Ricci, y {\displaystyle \kappa =8\pi Gc^{-4}}, donde {\displaystyle G} es la constante de gravitación y {\displaystyle c} es la velocidad de la luz en el vacío. La integral se calcula sobre el espacio-tiempo entero si converge. Si no converge, {\displaystyle S} no está bien definida, pero una definición modificada donde se integra en dominios arbitrariamente grandes y relativamente compactos, todavía proporciona la ecuación de Einstein empleando la ecuación de Euler–Lagrange con la acción de Einstein–Hilbert.
La acción fue propuesta por primera vez por David Hilbert en 1915.

## Discusión
La obtención de las ecuaciones partiendo de una acción tiene varias ventajas. Primero, facilita la unificación de la relatividad general con otras teorías de campo clásicas (como la teoría de Maxwell), también formuladas en términos de una acción. En el proceso, se identifica un candidato natural para el término de fuente que acopla la métrica con los campos de materia. Además, la acción permite la identificación fácil de cantidades conservadas a través del teorema de Noether  estudiando las simetrías de la acción.
En relatividad general, normalmente se asume que la acción es un funcional de la métrica (y de los campos de materia), y la conexión está dada por la conexión de Levi-Civita. La formulación de Palatini de la relatividad general supone la métrica y la conexión independientes, y la acción se varía con respecto a ambos independientemente, lo cual lo hace posible incluir campos fermiónicos de materia con espín no entero.
Las ecuaciones de Einstein en presencia de materia se obtienen al añadir la acción de la materia a la acción de Einstein-Hilbert.

## Obtención de las ecuaciones de campo de Einstein
Se supone que la acción completa de la teoría está dada por la acción de Einstein–Hilbert plazo más un término {\displaystyle {\mathcal {L}}_{\mathrm {M} }} que describe cualquier campo de materia que aparezca en la teoría.
{\displaystyle S=\int \left[{1 \over 2\kappa }\,R+{\mathcal {L}}_{\mathrm {M} }\right]{\sqrt {-g}}\,\mathrm {d} ^{4}x}
El principio de acción establece que la variación de esta acción con respecto al inverso de la métrica es cero, resultando 
{\displaystyle {\begin{aligned}0&=\delta S\\&=\int \left[{1 \over 2\kappa }{\frac {\delta ({\sqrt {-g}}R)}{\delta g^{\mu \nu }}}+{\frac {\delta ({\sqrt {-g}}{\mathcal {L}}_{\mathrm {M} })}{\delta g^{\mu \nu }}}\right]\delta g^{\mu \nu }\mathrm {d} ^{4}x\\&=\int \left[{1 \over 2\kappa }\left({\frac {\delta R}{\delta g^{\mu \nu }}}+{\frac {R}{\sqrt {-g}}}{\frac {\delta {\sqrt {-g}}}{\delta g^{\mu \nu }}}\right)+{\frac {1}{\sqrt {-g}}}{\frac {\delta ({\sqrt {-g}}{\mathcal {L}}_{\mathrm {M} })}{\delta g^{\mu \nu }}}\right]\delta g^{\mu \nu }{\sqrt {-g}}\,\mathrm {d} ^{4}x.\end{aligned}}}
Como esta ecuación tiene que ser válida para cualquier variación {\displaystyle \delta g^{\mu \nu }}, implica que
{\displaystyle {\frac {\delta R}{\delta g^{\mu \nu }}}+{\frac {R}{\sqrt {-g}}}{\frac {\delta {\sqrt {-g}}}{\delta g^{\mu \nu }}}=-2\kappa {\frac {1}{\sqrt {-g}}}{\frac {\delta ({\sqrt {-g}}{\mathcal {L}}_{\mathrm {M} })}{\delta g^{\mu \nu }}},}
es la ecuación de movimiento para el campo métrico. El lado de la derecha de esta ecuación es (por definición) proporcional al tensor de energía-impulso,
{\displaystyle T_{\mu \nu }:={\frac {-2}{\sqrt {-g}}}{\frac {\delta ({\sqrt {-g}}{\mathcal {L}}_{\mathrm {M} })}{\delta g^{\mu \nu }}}=-2{\frac {\delta {\mathcal {L}}_{\mathrm {M} }}{\delta g^{\mu \nu }}}+g_{\mu \nu }{\mathcal {L}}_{\mathrm {M} }.}
Para calcular el lado de la izquierda de la ecuación necesitamos las variaciones del escalar de Ricci {\displaystyle R} y el determinante de la métrica.

### Variación del tensor de Riemann, el tensor de Ricci, y el escalar de Ricci
Para calcular la variación del escalar de Ricci calculamos primero la variación del tensor de curvatura de Riemann, y después la variación del tensor de Ricci. El tensor de curvatura del Riemann está definido por
{\displaystyle {R^{\rho }}_{\sigma \mu \nu }=\partial _{\mu }\Gamma _{\nu \sigma }^{\rho }-\partial _{\nu }\Gamma _{\mu \sigma }^{\rho }+\Gamma _{\mu \lambda }^{\rho }\Gamma _{\nu \sigma }^{\lambda }-\Gamma _{\nu \lambda }^{\rho }\Gamma _{\mu \sigma }^{\lambda }.}
Como el tensor de Riemann solamente depende de la conexión de Levi-Civita {\displaystyle \Gamma _{\mu \nu }^{\lambda }}, se puede calcular la variación del tensor de Riemann como
{\displaystyle \delta {R^{\rho }}_{\sigma \mu \nu }=\partial _{\mu }\delta \Gamma _{\nu \sigma }^{\rho }-\partial _{\nu }\delta \Gamma _{\mu \sigma }^{\rho }+\delta \Gamma _{\mu \lambda }^{\rho }\Gamma _{\nu \sigma }^{\lambda }+\Gamma _{\mu \lambda }^{\rho }\delta \Gamma _{\nu \sigma }^{\lambda }-\delta \Gamma _{\nu \lambda }^{\rho }\Gamma _{\mu \sigma }^{\lambda }-\Gamma _{\nu \lambda }^{\rho }\delta \Gamma _{\mu \sigma }^{\lambda }.}
Ahora bien, como {\displaystyle \delta \Gamma _{\nu \mu }^{\rho }} es la diferencia de dos conexiones, es un tensor, y por lo tanto podemos calcular su derivada covariante
{\displaystyle \nabla _{\lambda }(\delta \Gamma _{\nu \mu }^{\rho })=\partial _{\lambda }(\delta \Gamma _{\nu \mu }^{\rho })+\Gamma _{\sigma \lambda }^{\rho }\delta \Gamma _{\nu \mu }^{\sigma }-\Gamma _{\nu \lambda }^{\sigma }\delta \Gamma _{\sigma \mu }^{\rho }-\Gamma _{\mu \lambda }^{\sigma }\delta \Gamma _{\nu \sigma }^{\rho }.}
Podemos observar que la expresión para la variación de tensor de curvatura de Riemann es igual a la diferencia de dos de estos términos, 
{\displaystyle \delta R^{\rho }{}_{\sigma \mu \nu }=\nabla _{\mu }(\delta \Gamma _{\nu \sigma }^{\rho })-\nabla _{\nu }(\delta \Gamma _{\mu \sigma }^{\rho }).}
Ahora podemos obtener la variación del tensor de curvatura de Ricci simplemente por contracción de dos índices de la variación del tensor de Riemann, y conseguir así la identidad de Palatini:
{\displaystyle \delta R_{\mu \nu }\equiv \delta R^{\rho }{}_{\mu \rho \nu }=\nabla _{\rho }(\delta \Gamma _{\nu \mu }^{\rho })-\nabla _{\nu }(\delta \Gamma _{\rho \mu }^{\rho }).}
El escalar de Ricci se define como
{\displaystyle R=g^{\mu \nu }R_{\mu \nu }.\!}
Por tanto, su variación con respecto al inverso de la métrica {\displaystyle g^{\mu \nu }} está dado por
{\displaystyle {\begin{aligned}\delta R&=R_{\mu \nu }\delta g^{\mu \nu }+g^{\mu \nu }\delta R_{\mu \nu }\\&=R_{\mu \nu }\delta g^{\mu \nu }+\nabla _{\sigma }\left(g^{\mu \nu }\delta \Gamma _{\nu \mu }^{\sigma }-g^{\mu \sigma }\delta \Gamma _{\rho \mu }^{\rho }\right).\end{aligned}}}
En la segunda línea utilizamos el resultado anteriormente obtenido para la variación del tensor de Ricci y la compatibilidad métrica de la derivada covariante, {\displaystyle \nabla _{\sigma }g^{\mu \nu }=0}.
El último término,{\displaystyle \nabla _{\sigma }(g^{\mu \nu }\delta \Gamma _{\nu \mu }^{\sigma }-g^{\mu \sigma }\delta \Gamma _{\rho \mu }^{\rho })} , multiplicado por {\displaystyle {\sqrt {-g}}} pasa a ser una derivada exacta, ya que
{\displaystyle {\sqrt {-g}}A_{;a}^{a}=({\sqrt {-g}}A^{a})_{,a}\;\mathrm {or} \;{\sqrt {-g}}\nabla _{\mu }A^{\mu }=\partial _{\mu }\left({\sqrt {-g}}A^{\mu }\right)}
y así por el teorema de Stokes solamente produce un término de frontera al integrar. Cuando la variación de la métrica {\displaystyle \delta g^{\mu \nu }} se anula en el infinito, este término no contribuye a la variación de la acción. Y así obtenemos,
{\displaystyle {\frac {\delta R}{\delta g^{\mu \nu }}}=R_{\mu \nu }.}

### Variación del determinante
Aplicando la fórmula de Jacobi para derivar un determinante resulta:
{\displaystyle \,\!\delta g=\delta \det(g_{\mu \nu })=g\,g^{\mu \nu }\delta g_{\mu \nu }}
equivalentemente se podría transformar a un sistema de coordenadas donde {\displaystyle g_{\mu \nu }\!} sea diagonal y allí aplicar la regla de producto para derivar el producto de factores en la diagonal principal.
Utilizando este conseguimos
{\displaystyle {\begin{aligned}\delta {\sqrt {-g}}&=-{\frac {1}{2{\sqrt {-g}}}}\delta g&={\frac {1}{2}}{\sqrt {-g}}(g^{\mu \nu }\delta g_{\mu \nu })&=-{\frac {1}{2}}{\sqrt {-g}}(g_{\mu \nu }\delta g^{\mu \nu })\,.\end{aligned}}}
En la última igualdad utilizamos el hecho que
{\displaystyle g_{\mu \nu }\delta g^{\mu \nu }=-g^{\mu \nu }\delta g_{\mu \nu }}
que se sigue de la regla para derivar el inverso de una matriz
{\displaystyle \delta g^{\mu \nu }=-g^{\mu \alpha }(\delta g_{\alpha \beta })g^{\beta \nu }\,.}
Por ello concluimos que
{\displaystyle {\frac {1}{\sqrt {-g}}}{\frac {\delta {\sqrt {-g}}}{\delta g^{\mu \nu }}}=-{\frac {1}{2}}g_{\mu \nu }.}

### Ecuación de movimiento
Ahora que tenemos todas las variaciones necesarias calculadas, podemos insertarlas en la ecuación de movimiento para el campo métrico para obtener,
{\displaystyle R_{\mu \nu }-{\frac {1}{2}}g_{\mu \nu }R={\frac {8\pi G}{c^{4}}}T_{\mu \nu },}
que es la ecuación de campo de Einstein, y
{\displaystyle \kappa ={\frac {8\pi G}{c^{4}}}}
se ha escogido para recuperar la ley de la gravedad newtoniana en el límite no relativista.

## Constante cosmológica
Cuando se añade una constante cosmológica {\displaystyle \Lambda } al lagrangiano, la acción
{\displaystyle S=\int \left[{1 \over 2\kappa }\left(R-2\Lambda \right)+{\mathcal {L}}_{\mathrm {M} }\right]{\sqrt {-g}}\,\mathrm {d} ^{4}x}
produce las ecuaciones de campo:
{\displaystyle R_{\mu \nu }-{\frac {1}{2}}g_{\mu \nu }R+\Lambda g_{\mu \nu }={\frac {8\pi G}{c^{4}}}T_{\mu \nu }\,.}